# Бой в Ла-Манше
Бой в Ла-Манше 23 октября 1943 года  — морской бой в проливе Ла-Манш во время Второй мировой войны, в ходе которого немецкие миноносцы потопили британские крейсер ПВО «Харибдис» и эскортный миноносец «Лимбурн».

## Ситуация перед боем
22 октября 1943 года из Бреста вышел для перехода через Ла-Манш в один из германских портов транспорт «Мюнстерланд», прибывший из Японии с важным стратегическим грузом (каучук, вольфрам, хром и т. д.). Прикрытие перехода транспорта по проливу было поручено базировавшейся в Бресте немецкой 4-й флотилии миноносцев.
Британскому командованию стало известно о маршруте важного конвоя. Для его перехвата в Плимуте было спешно организовано т. н. «Соединение 28»

### Состав 4-й флотилии миноносцев
Миноносцы типа «Эльбинг»:
- Т-23 (флагман),
- Т-25,
- Т-26,
- Т-27,
- Т-22.

Водоизмещение 1294/1754 т. Скорость 33 узла. Экипаж 206 ч. Вооружение: четыре 105-мм орудия, два 3-трубных торпедных аппарата.
Всего — 5 кораблей, 20 орудий среднего калибра, 30 торпедных труб.

### Состав Соединения 28
- Крейсер ПВО типа «Дидо» «Харибдис» (флагман).

Водоизмещение 5600/6975 т. Скорость 32 узл. Экипаж 570 чел. Вооружение: восемь 114-мм орудий, одно 102-мм орудие, два 3-трубных торпедных аппарата.
- Эсминец «Рокет»

Водоизмещение 1705/2425 т. Скорость 36 узлов. Экипаж 200 чел. Вооружение: четыре 120-мм орудия, два 4-трубных торпедных аппарата
- Эсминец «Гренвилл»

Водоизмещение 1465/2003 т. Скорость 35, 5 узла. Экипаж 175 чел. Вооружение: пять 120-мм орудий, два 4-трубных торпедных аппарата.
Эскортные эсминцы типа «Хант»:
- «Лимбурн»,
- «Тэлибонт»,
- «Стивенстоун»,
- «Уэнслидейл».

Водоизмещение 1050/1490 т. Скорость 27 узлов. Экипаж 168 чел. Вооружение: четыре 102-мм орудия, 2-трубный торпедный аппарат.
Всего — 7 кораблей, 34 орудия среднего калибра, 30 торпедных труб.
Британское соединение, включавшее крейсер и два эсминца, выглядело значительно сильнее немецкой флотилии миноносцев, которые по боевому классу были примерно равноценны английским «Хантам». Англичане имели превосходство в артиллерии более чем в полтора раза по числу орудий, к тому же большего калибра и скорострельности. Число торпед на британских и немецких кораблях было одинаковым, что несколько уравнивало шансы сторон в ночном бою, однако в этом случае британцы имели преимущество за счет более совершенного радарного оборудования.
Слабой стороной Соединения 28 была его спешная организация непосредственно перед операцией из кораблей, которые никогда ранее не действовали вместе (хотя «Гренвилл», «Лимбурн» и «Уэнслидейл» уже имели бой с 4-й флотилией 4 октября 1943 года). Флагманский британский крейсер «Харибдис» был только что переведен из Средиземного моря, его команда не знала местного театра боевых действий. Командир крейсера (он же командующий соединением) кэптен Дж. Воулкер до того служил на подводном флоте.
В то же время корабли немецкой флотилии уже достаточно давно действовали вместе, их команды были хорошо знакомых с местной акваторией и тактикой противника; командующий флотилией корветтен-капитан Ф. Колауф несколько лет служил на миноносцах, проявив себя как энергичный и инициативный командир.

## Ход боя
22 октября немецкий конвой шёл на восток вдоль побережья Бретани. «Мюнстерланд» с ближним конвоем из малых сторожевых кораблей держался близ берега, с моря транспорт прикрывали пять миноносцев. В это время навстречу им по Ла-Маншу на удалении от берега двигалось курсом на запад британское соединение. Корабли шли в колонне на 13 узлах, впереди «Харибдис», за ним эсминцы, далее эскортные «Ханты». Предполагалось, что благодаря более совершенным радарам, британцам удастся первым обнаружить конвой и незамеченными сблизиться с ним. После этого «Харибдис» должен был осветить противника светящимися снарядами и атаковать вместе с быстроходными эсминцами немецкие миноносцы. Четыре тихоходных «Ханта» в это время должны были напасть на вражеский транспорт с кораблями ближнего охранения.
В 23:15 на британских кораблях перехватили радиопереговоры немецких миноносцев, однако Воулкер не придал этому значения. Колауф в это же время получил от береговой радиолокационной станции в Шербуре. сообщение о близком присутствии сил противника и приказал усилить внимание. В 0:25 акустики на миноносце Т-25 услышали шум винтов британских кораблей. Колауф объявил боевую тревогу и на максимальной скорости повернул флотилию на север, чтобы завязать бой на отдалении от конвоя. Затем миноносцы вновь повернули на восток, прямо навстречу британскому соединению. В 0:45 британцы снова зафиксировали радиопереговоры близких немецких кораблей, но Воулкер и на этот раз не принял никаких мер. Только когда в 1:25 со вновь перехватившего немецкие радиограммы «Лимбурна» обратились на «Харибдис» с прямым предупреждением, Воулкер дал приказ включить радар. В 1:30 радар крейсера обнаружил прямо по курсу стремительно приближающиеся вражеские корабли. В 1:35 Волькер объявил боевую тревогу и дал приказ увеличить скорость до 18 узлов. В 1:42 последовал приказ повернуть на северо-запад. Во время спешного манёвра смены курса соединение потеряло строй. «Рокет» и «Гренвилл» прошли перед самым носом у «Лимбурга», едва избежав столкновения. «Харибдис» открыл огонь осветительными снарядами, которые, однако, разрывались выше туч и не давали эффекта.

Крейсер «Харибдис»

В эти минуты немецкие миноносцы проходили на встречном параллельном курсе всего в 2 км к югу от британского соединения. Ночью в условиях низкой облачности и тяжелой зыби видимость на море была очень плохой. Однако немцы всё же увидели силуэты британских кораблей на фоне моря, подсвеченного луной из разрывов туч. Сами немецкие миноносцы на фоне берега оставались невидимыми для англичан. В 1:42 миноносцы Т-23 и Т-26 разрядили свои торпедные аппараты, выпустив по 6 торпед в сторону крейсера. В 1:44 полные торпедные залпы выпустили Т-27 и Т-22. Всего немцы выпустили 24 торпеды. Не стрелял только Т-25, где пропустили время для залпа из-за неопытного минного офицера, ранее служившего в Люфтваффе. Полагая себя обнаруженным, Колауф сразу же после торпедной стрельбы дал приказ развернуться и отходить на юго-запад.
В 1:45 на «Харибдисе» заметили две приближающиеся торпеды. Воулкер дал приказ об уклонении, но вскоре «Харибдис» был поражен в левый борт первой, а через короткое время и второй торпедой. Несколькими минутами после «Харибдиса» торпедное попадание получил эскортный миноносец «Лимбурн». Взрывом ему оторвало носовую часть. Эсминец «Гренвилл» и эскортный миноносец «Уэнслидейл» смогли увернуться от прошедших рядом торпед. Пораженные торпедами корабли находились в тяжелом положении. На «Харибдисе» были разрушены верхние надстройки, затоплены машинное и котельное отделения. Корабль всё более кренился на левый борт, вода дошла до палубы. Очевидно, при взрывах торпед погиб или был тяжело ранен командир корабля. Спасательными действиями на «Харибдиса» руководил уже старший офицер крейсера, однако положение корабля было безнадежным, и в 1:55 «Харибдис» затонул в точке с координатами 48°59'N, 03°39W. «Лимбурн» держался на плаву без хода с креном на правый борт.

## После боя
Остальные британские корабли беспорядочно отошли на север. Поскольку старшие офицеры соединения находились на «Харибдисе» и «Лимбурне» длительное время оставался неясным вопрос руководства дальнейшими действиями. Наконец командование соединением принял командир эсминца «Гренвилла» коммандер Р. Хилл, который начал собирать вокруг себя корабли. К «Гренвиллу» присоединились эскортные миноносцы «Тэлибонт» и «Стивенстоун». Позднее к ним подошли эсминец «Рокет» и миноносец «Уэнслидейл». Хилл доложил о произошедшем в Плимут и запросил, возвращаться ли ему для поиска уцелевших. Хилл опасался, что обломки стерегут немецкие торпедные катера (англичане считали, что их атаковали катера, так как не видели немецкие миноносцы). Однако после получение радиосообщения со считавшегося затонувшим «Лимбурна» британские корабли в 3.30 вернулись к нему. «Тэлибонт» попытался взять повреждённый «Лимбурн» на буксир, но Хилл, опасаясь воздушных атак с наступлением дня, дал приказ снять с повреждённого корабля команду. После этого «Лимбурн» был добит торпедой с «Рокета». Потери на «Лимбурне» при взрыве торпеды составили 42 человека. С «Харибдиса», уцелевший экипаж которого пробыл два часа в ледяной воде, было спасено всего 102 человека. Число погибших на крейсере достигло 464, в том числе и командир корабля. Общие потери англичан в бою 23 октября превысили 500 человек.
Немцы не имели потерь и повреждений кораблей. 4-я флотилия миноносцев была триумфально встречена на базе в Шербуре. Командующего флотилией Колауфа за бой 23 октября наградили Рыцарским крестом. Высоко была оценена подготовка немецких моряков и в заключении британского командования: «Вражеские миноносцы явно хорошо подготовлены и обучены ночной торпедной стрельбе, и они сумели использовать эффект внезапности, хотя именно мы рассчитывали на него. Их быстрый торпедный залп совершенно дезорганизовал наше соединение на долгое время, что позволило им уйти».
Колауфу действительно удалось добиться решительной победы — не только успешно выполнить задачу эскортирования ценного транспорта, но и потопить крейсер и эскортный миноносец противника. Замечания, что Колауф мог добиться большего успеха, повторно атаковав дезорганизованное британское соединение, нельзя считать обоснованными. Успех новой атаки, когда торпеды оставались на одном Т-25, был весьма сомнителен, а риск — слишком высоким. Тем не менее, победа немцев в Ла-Манше имела в основном только пропагандистское значение, и не могла серьёзно повлиять на ход боевых действий. В то же время поражение Соединения-28 заставило британцев серьёзно заняться отработкой тактики ночных боев с использованием радара. В последующих морских сражениях немцы терпели неудачу. В декабре 1943 г. 4-я флотилия миноносцев понесла тяжёлые потери в бою в Бискайском заливе, а в апреле 1944 г. флотилия была разгромлена в новом сражении в Ла-Манше, практически на том же месте, где погиб "Харибдис".